# 鈴奈沙也
鈴奈 沙也（すずな さや、3月15日 - ）は、元宝塚歌劇団専科の女役。元宙組副組長。
兵庫県西宮市、武庫川学院出身。身長163cm。愛称は「あゆみ」。

## 来歴
1988年、宝塚音楽学校入学。
1990年、宝塚歌劇団に76期生として入団。入団時の成績は3番。花組公演「ベルサイユのばら」で初舞台。
1991年、組まわりを経て星組に配属。
1998年1月1日付で、宙組創設に伴う発足メンバーとして宙組へ組替え。
2008年5月19日付で宙組副組長に就任。
2014年7月28日付で専科へと異動。
2016年7月27日、「イゾラベッラ サロンコンサート」をもって、宝塚歌劇団を退団。

## 人物
母は宝塚OGの歌園いすゞ、双子の姉も同じく宝塚OGで同期の鈴奈美央である。

## 宝塚歌劇団時代の主な舞台

### 初舞台
- 1990年3 - 5月、花組『ベルサイユのばら-フェルゼン編-』（宝塚大劇場のみ）[2]

### 組まわり
- 1990年8 - 9月、月組『川霧の橋』『ル・ポァゾン 愛の媚薬』（宝塚大劇場のみ）
- 1990年11月、雪組『黄昏色のハーフムーン』『パラダイス・トロピカーナ』（東京宝塚劇場のみ）

### 星組時代
- 1991年11月、『紫禁城の落日』
- 1993年6月、『うたかたの恋／パパラギ -極彩色のアリア-』新人公演：ラシッリュ夫人（本役：松原碧）
- 1994年10月、『Shion -愛の祈り-』（バウ・東京特別）スズリーヌ
- 1995年3月、『国境のない地図』新人公演：メリー・キャンベル（本役：葉山三千子）
- 1995年9月、『剣と恋と虹と／ジュビレーション!』新人公演：ルイーズ（本役：出雲綾）[2]
- 1996年1月、『黄色いハンカチ』（バウ）ナタリー
- 1996年11月、『エリザベート -愛と死の輪舞-』マダム・ヴォルフ、新人公演：スターレイ夫人（本役：万里柚美）[2]

### 宙組時代
- 1998年1月、『夢幻宝寿頌／This is TAKARAZUKA!』（香港）
- 1998年6月、『嵐が丘』（東京特別・名古屋特別）ジェーン
- 1998年10月、『エリザベート -愛と死の輪舞-』マダム・ヴォルフ
- 1999年4月、『エクスカリバー -美しき騎士たち-／シトラスの風』（全国ツアー）アンナ
- 2000年6月、『うたかたの恋／GLORIOUS!!』（全国ツアー）ヴェッツェラ夫人
- 2000年9月、紫吹淳コンサート『ALL ABOUT RIKA』（ル・テアトル銀座）
- 2001年2月、『望郷は海を越えて／ミレニアム・チャレンジャー!』（中日）ボロルマ
- 2001年4月、『ベルサイユのばら2001-フェルゼンとマリー・アントワネット編-』女官長
- 2001年11月、『カステル・ミラージュ -消えない蜃気楼-／ダンシング・スピリット!』ヘレン
- 2002年1月、『宙組エンカレッジコンサート』（バウ）
- 2002年4月、『カステル・ミラージュ／ダンシング・スピリット!』（全国ツアー）ヘレン／ルチア
- 2002年7月、『鳳凰伝 -カラフとトゥーランドット-／ザ・ショー・ストッパー』北京の民（女）歌手
- 2003年2月、『傭兵ピエール -ジャンヌ・ダルクの恋人-／満天星大夜總会』マダム・ボラン
- 2003年8月、『鳳凰伝 -カラフとトゥーランドット-／ザ・ショー・ストッパー』（博多座）北京の民（女）歌手
- 2003年10月、『白昼の稲妻／テンプテーション! -誘惑-』クロワ夫人
- 2004年5月、『ファントム』ガブリエル（音楽教師）
- 2004年10月、『風と共に去りぬ』（全国ツアー）ピティパット
- 2005年1月、『ホテル　ステラマリス／レビュー伝説』シャーロット・グリーン
- 2005年5月、『ホテル　ステラマリス／レビュー伝説』（全国ツアー）シャーロット・グリーン
- 2005年8月、『炎にくちづけを／ネオ・ヴォヤージュ』ニーラー
- 2006年1月、『不滅の恋人たちへ』（バウ）ジョベール夫人
- 2006年3月、『NEVER SAY GOODBYE -ある愛の軌跡-』ベティ／サラ
- 2006年8月、『コパカパーナ』（博多座）ミセス・ブリル
- 2006年11月、『維新回天・竜馬伝! -硬派・坂本竜馬III-／ザ・クラシック」公家の男
- 2007年3月、『A/L -怪盗ルパンの青春-』（ドラマシティ・東京特別・名古屋特別）伯爵夫人
- 2007年6月、『バレンシアの熱い花／宙 FANTASISTA!』バルバラ
- 2007年7月、『バレンシアの熱い花／宙 FANTASISTA!』（全国ツアー）バルバラ
- 2008年2月、『黎明の風-侍ジェントルマン 白洲次郎の挑戦-／Passion 愛の旅』里村キク
- 2008年7月、『雨に唄えば』（梅田芸術劇場）トラ・ベイリー
- 2008年9月、『Paradise Prince／ダンシング・フォー・ユー』エヴァ・グレイ
- 2009年2月、『外伝ベルサイユのばら -アンドレ編-／ダンシング・フォー・ユー』（中日）シモーヌ
- 2009年4月、『薔薇に降る雨／Amour それは…』カミーラ
- 2009年8月、『大江山花伝 -燃えつきてこそ-／Apasionado!!Ⅱ』（博多座）伊勢式部
- 2009年11月、『カサブランカ』コリーナ・ムラ
- 2010年3月、『シャングリラ -水之城-』（ドラマシティ・東京特別）雲（ユン）
- 2010年5月、『TRAFALGAR －ネルソン、その愛と奇跡－／ファンキー・サンシャイン』マリア・カロリーナ妃
- 2010年8月、第16回イゾラベッラ・サロンコンサート　鈴奈沙也アットホームサロンコンサート
- 2010年11月、『誰がために鐘は鳴る』サラ
- 2011年3月、『記者と皇帝』（東京特別・バウ）アデレイド・ニールスン
- 2011年10月、『クラシコ・イタリアーノ －最高の男の仕立て方－／NICE GUY!! －その男、Yによる法則－』エマ・ヒューストン
- 2012年2月、『仮面のロマネスク／Apasionado!!Ⅱ』（中日劇場）テチェンヌ夫人
- 2012年4月、『華やかなりし日々／クライマックス －Cry-Max－』ヘディ・ミラー
- 2012年8月、『銀河英雄伝説@TAKARAZUKA』アマーリエ
- 2013年1月、『逆転裁判3 検事マイルズ・エッジワース』（ドラマシティ・東京特別）ウェンディー・オールドバッグ
- 2013年3月、『モンテ・クリスト伯／Amour de 99!! -99年の愛-』オービーヌ
- 2013年7月、『うたかたの恋／Amour de 99!! -99年の愛-』（全国ツアー）ジェシカ
- 2013年9月、『風と共に去りぬ』ミード夫人[2]
- 2014年2月、『翼ある人びと -ブラームスとクララ・シューマン-』（ドラマシティ・東京特別）ベルタ
- 2014年5月、『ベルサイユのばら - オスカル編 -』ジャルジェ夫人

### 専科時代
- 2016年7月、第31回『イゾラベッラ サロンコンサート』 主演[3][2]